# Нікопольський краєзнавчий музей
Комунальний заклад «Нікопольський краєзнавчий музей» — культурно-освітній і науково-дослідний заклад, що збирає, вивчає, зберігає та експонує пам'ятки матеріальної та духовної культури Нікопольщини.

## Історія
29 березня 1919 р. у містечку Нікополь за рішенням відділу народної освіти Нікопольської ради робітничих і селянських депутатів як народний музей витончених мистецтв на основі конфіскованої у поміщиків Нечаєвих художньої колекції та майна.
18 травня 1919 р. урочисто відкритий у націоналізованому будинку купця С. Гусєва (споруджений у 1902 р.; нині пам'ятка історії і культури, архітектури та містобудування місцевого значення, вул. Микитинська, № 25). Завідувачі Д. Педенко (1919—1924 рр.) та Я. Волошин (1924—1929 рр.). Спочатку музейний фонд складали 688 експонатів. У 1920-х pp. у музеї розширено науково-дослідну діяльність у сфері археології та історії запорозького козацтва на території Нікопольського краю.
Від 1929 р. — державний Нікопольський краєзнавчий музей ім. М. Ломоносова (до 1996 р.). Директор — Г. Шапошніков (1929—1941 рр.). У 1930-х pp. розширено експозицію: відкрито відділи природи, археології, історії запорозького козацтва, революційної боротьби та соціалістичних перетворень у 1-й третині ХХ ст. на Нікопольщині.
На початку німецько-радянської війни частину найцінніших музейних експонатів (золоті вироби, зброю запорозьких козаків, ікони тощо) вивезено у м. Моздок Ставропольського краю (нині Північна Осетія, РФ), де вони влітку 1942 р. безслідно зникли.
Під час нацистської окупації Нікополя музей, якому було присвоєно ім'я кошового отамана Івана Сірка, продовжував функціонувати (директор — М. Цегер з осені 1941 р.). Восени 1943 р. його закрито окупаційною владою, експозицію демонтовано, а в приміщеннях розташовано німецький військовий шпиталь. Загалом музею під час воєнних дій нанесено збитків на суму 560 тис. крб., розграбовано і знищено 2/3 фондів.
Відновлення музею розпочато після звільнення міста у лютому 1944 р. Нову експозицію у відремонтованій будівлі відкрито 7 листопада 1946 р. Директори М. Голуб (1945—1950 рр.). М. Жигайло (1950—1961 рр.), Л. Сушкова (1961—1962 рр.), Г. Яснєцов (1962—1974 рр.), П. Ганжа (1974—1982 рр.) та музейні співробітники, виконуючи директивні вимоги ідеологічних органів компартії, тричі її змінювали. Фонди музею зросли з 1430 експонатів у 1945 р. до 22 тис. у 1975 р.
У зв'язку з аварійним станом основного приміщення Нікопольський краєзнавчий музей 1 січня 1977 р. закрито на капітальний ремонт і реконструкцію, яка проводилася у 1990—1995 рр. І була зупинена за відсутністю коштів.
Музейні фонди перемістили в колишню військову казарму (споруджена у 1935—1936 рр.) по вул. Газети «Правда» (з 1996 р. Електрометалургів, № 46а). Музей очолювали С. П'ятигорець (1982—1987 рр.) і К. Шведков (1987—1999 рр.). У середині 1980-х pp. відкрито постійну експозицію музею у виставковому варіанті.
Після відновлення незалежності України 24 серпня 1991 р. розпочався період реорганізації, змін форм і змісту науково-дослідної, науково-просвітньої роботи музею.
21 березня 1997 р. музей отримав нову назву Нікопольський державний краєзнавчий музей, а з листопада 2009 р. — комунальний заклад «Нікопольський краєзнавчий музей». Нікопольський краєзнавчий музей перебуває на балансі Нікопольської міської ради. У штаті працюють 28 осіб, серед них — 13 наукових співробітників. Директор — О. Кушнірук (1999—2021 рр.), А. Шмалько (від листопада 2021 р.).
Під час російського вторгнення в Україну був пошкоджений обстрілами.

## Фонди й експозиція

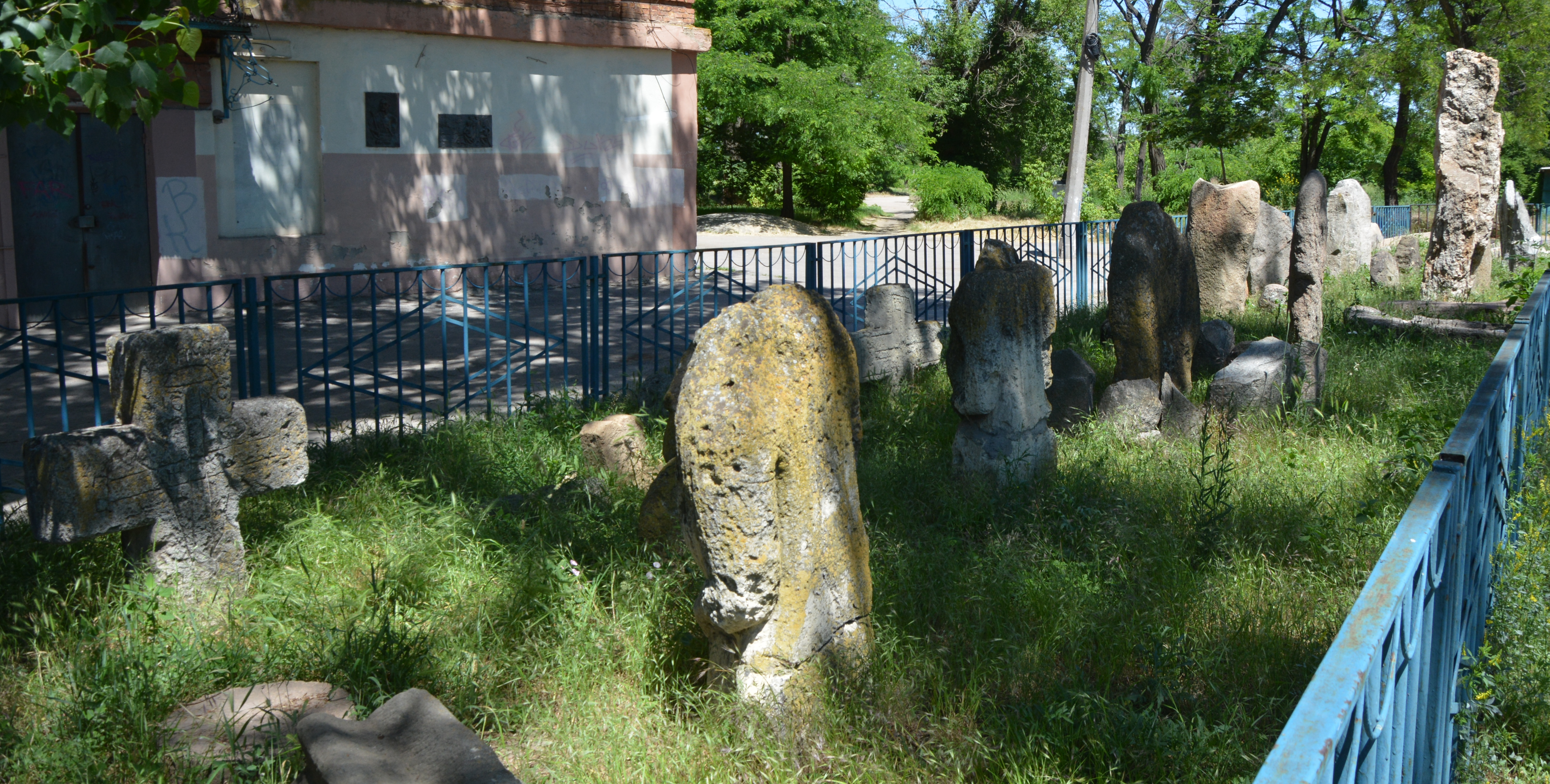
Лапідарій музею

Постійно діюча експозиція музею до 24 лютого 2022 р. була представлена відділами: природи й екології краю (розділи: «Географія і геологія краю», «Флора і фауна», «Екологічні проблеми», виставка «Дикі тварини Азії, Америки, Європи»); давньої, середньовічної та нової історії краю («Давня історія краю», «Запорозьке козацтво та Запорозькі Січі на території краю», «Нікопольський край під владою Російської імперії в 1775—1917 pp.»); новітньої та сучасної історії краю («Наш край під час української революції 1917—1921 pp.», «Нікопольський край у 1920-і — 1930-і pp.», «Нікопольщина за часів Другої світової війни 1939—1945 pp.», «Нікополь у 1945—1991 pp.», «Нікопольський край в часи незалежності України в 1991—2011 pp.», комплекс «Нікопольці — учасники АТО»).
Відділ мистецтв щорічно організовував експонування тимчасових стаціонарних виставок з художньої й етнографічної тематики.
Відділ науково-просвітної роботи з іншими відділами музею на основі комплексних програм проводив оглядові і тематичні екскурсії, зокрема автоекскурсії історичними пам'ятками міста та району, різноманітні тематичні заходи, читання лекцій, експонування пересувних виставок, огляд відеофільмів.
На 01 січня 2021 р. фонди музею складали 45340 експонатів. Серед них — цінні колекції археологічних пам'яток, кераміки, живопису та скульптури, предметів побуту українського селянства, зокрема й рушників; озброєння запорозьких козаків, рідкісні стародруки, культове начиння Запорозької Січової Свято-Покровської церкви. Безцінними реліквіями українського народу та його держави є такі: виготовлена у 1747 р. на кошти Війська Запорозького Низового ікона-ставротека із часткою животворного древа хреста Господнього, подарованого запорожцям Єрусалимським Патріархатом; аналой видатного богослова та патріарха кафолічної християнської Церкви Іоанна Златоуста IV—V ст., що є подарунком запорожцям від Вселенського Константинопільського патріархата; баневий хрест із Січової Микитинської Свято-Покровської церкви середини ХVII ст.; плащаниця, виготовлена у 1756 р. на кошти козака Тимошівського куреня Нової Січі І. Гаркуші.
Музей має науковий бібліотечний фонд, що нараховує понад 10 тис. книг, брошур, журналів.
У музейному лапідаріумі представлено кам'яну пластику часів індоарійської спільноти (ІІІ–ІІ тис. до Р. Х.), скіфів (ІV–ІІІ тис. до Р. Х.), половців (ХІІ–ХІІІ ст.), а також кам'яні хрести з могил запорозьких козаків ХVІІІ ст..

## Діяльність
Основні напрями роботи: науково-дослідна, науково-фондова, науково-експозиційна, науково-просвітницька.
Музей є дипломантом і переможцем у різних номінаціях 1–5-го Всеукраїнських музейних фестивалів, що відбувалися в Дніпропетровському національному історичному музеї ім. Д. Яворницького.
Музей надає науково-методичну допомогу 15-ти народним і громадським музеям Нікополя, Нікопольського району, міст Покров і Марганець (обидва — Дніпропетровської області).
У 2010—2018 рр. музей є ініціатором і організатором 7 регіональних музейних фестивалів «Україна — козацька держава», серед учасників яких місцеві й провідні музеї Придніпровського краю.
На будівлі музею відкрито 2 меморіальні дошки: у 2015 р. — на честь академіка Дмитра Яворницького, у 2016 — археолога та поета Бориса Мозолевського.
Серед наукових видань — «Про літочислення Нікополя» (Нікополь 1996 р., Київ 2000 р.), «Богдан Хмельницький і наш край» (Нікополь 1998 р.), «Матеріали Всеукраїнської наукової конференції „Микитинська Запорозька Січ і початок національно-визвольної війни українського народу середини XVII століття“» (Нікополь 2008 р.), «Нікополь у полум'ї війни: Збірка нарисів», (Нікополь 2014 р.), «Нікопольсько-Криворізька операція Червоної Армії. Жовтень 1943 — лютий 1944 р.» (Нікополь 2014 р.) та інші.
З 24 лютого 2022 р. музей опинився в умовах воєнного стану в Україні, а з липня того ж року у зоні активних бойових Збройних Сил України проти російських окупаційних військ, які знаходяться на лівому березі Дніпра на ТОТ Запорізької області. Під час терористичних ракетно-артилерійських обстрілів та скиду боєприпасів з дронів російськими окупантами музейний комплекс по вул. Микитинська, 25 зазнав тричі прямого ураження снарядами, їх уламками і вибуховими хвилями.
В цих умовах працівники музею, які залишилися на своєму посту, що став бойовим, продовжують свою роботу по збереженню музейних цінностей, літопис основних подій воєнного часу Нікопольського краю.